# Andrea Gentile (scrittore)
Andrea Gentile (Isernia, 16 gennaio 1985) è uno scrittore e editore italiano.

## Biografia
Nel 2009 lavora a Patria di Enrico Deaglio (il Saggiatore 2009). Dopo il libro per ragazzi Volevo nascere vento (Mondadori 2012, Premio Il gigante delle Langhe; Selezione Bancarellino) scrive il suo primo romanzo, L’impero familiare delle tenebre future (il Saggiatore, 2012). Nel 2014, per Rizzoli, esce Volevo tutto: la Vita nuova, nel 2018 per Minimum Fax esce I vivi e i morti (Premio Mondello ), nel 2020 Apparizioni  (Premio Saggistica "Città delle Rose" - XIX Edizione) per Nottetempo e nel 2021 per Minimum Fax esce Tramontare. Dal 2014 è il direttore editoriale de il Saggiatore.

## Opere
Opere
- L'impero familiare delle tenebre future, il Saggiatore, Milano, 2012. ISBN 978-88-428-1848-9
- Volevo tutto: la Vita nuova, Rizzoli, Milano, 2014. ISBN 978-88-17-07472-8
- I vivi e i morti, Minimum Fax, Roma, 2018. ISBN 978-88-7521-903-1
- Apparizioni, Nottetempo, Milano, 2020. ISBN 978-88-7452-87-76
- Tramontare, Minimum Fax, Roma, 2021. ISBN 978-88-3389-271-9

Romanzi per ragazzi
- Volevo nascere vento, Mondadori, Milano, 2012. ISBN 978-88-04-61870-6 / Je voulais naître vent, L'école des loisirs, Parigi, 2019. ISBN 978-22-113-0166-4

Libri a quattro mani
- Patria. 1978-2008 di Enrico Deaglio con Fonti, curiosità e spunti di ricerca di Andrea Gentile, il Saggiatore, Milano, 2009. ISBN 978-88-428-1568-6
- Il Raccolto Rosso. 1982-2010 di Enrico Deaglio con Titoli di coda, musiche, effetti speciali di Andrea Gentile, il Saggiatore, Milano, 2010. ISBN 978-88-428-1620-1
- Il suono di una sola mano con Maddalena Rostagno, il Saggiatore, Milano, 2011. ISBN 978-88-565-0414-9
- Etere divino con Giuseppe Genna, il Saggiatore, Milano, 2015. ISBN 978-88-428-2149-6